# Movimiento por la Soberanía
El Movimiento por la Soberanía (MPS)  es un partido político izquierdista e indigenista boliviano. Fue fundado por disidentes del partido del Movimiento al Socialismo (MAS-IPSP). Su líder, y candidato a cuarto puesto para gobernador del departamento de La Paz en las elecciones regionales de 2010 fue Lino Villca.
Otros activistas de MAS-IPSP involucrados en la fundación del MPS incluyen a Óscar Chirinos, Miguel Machaca y Rufo Calle. Los colores del partido son azul, blanco y amarillo.
En las elecciones de abril de 2010, el MPS ganó las alcaldías de 6 municipios: Achacachi, Mecapaca, Escoma, Sorata, Combaya y Pucarani.
En las elecciones regionales de 2015 , el prominente líder campesino (y exjefe de la CSUTCB) Felipe Quispe Huanca se postuló para el cargo de gobernador del Departamento de La Paz con el MPS. 
El intelectual indígena y disidente del MAS-IPSP, Félix Patzi, desertó de su alianza con el MPS y se afilió al partido de Soberanía y Libertad (SOL.BO) donde logró ganar las elecciones para gobernador. En general, el partido ganó 15 alcaldías, pero no logró la reelección en ninguno de los municipios que había ganado en 2010. El MPS ganó las alcaldías de: Ancoraimes, Comanche, Charaña, Callapa, Mocomoco, Guanay, Guaqui, Desaguadero, Chulumani, Batallas, Colquencha, Ixiamas, Tito Yupanqui, Santiago de Machaca y Alto Beni. Con quince alcaldes, ocupó el tercer lugar entre los partidos políticos bolivianos en los municipios que controla, muy por detrás del MAS-IPSP.
En diciembre de 2015, tres alcaldes del MPS, entre ellos Beatriz Arce de Guaqui, Wilfredo Acarapi de Desaguadero y Martín Villalobos de Charaña (junto a Macario Quino de Laja del partido SOL.BO) anunciaron su apoyo al Presidente de Bolivia Evo Morales Ayma y recibieron fondos del gobierno nacional para proyectos en sus ciudades.